# Amphoe Khong Chiam
Amphoe Khong Chiam (Thai: อำเภอ โขงเจียม) ist ein Landkreis (Amphoe – Verwaltungs-Distrikt) im Osten der Provinz Ubon Ratchathani an der Grenze zu Laos. Die Provinz Ubon Ratchathani liegt in der Nordostregion von Thailand, dem so genannten Isan.

## Geographie

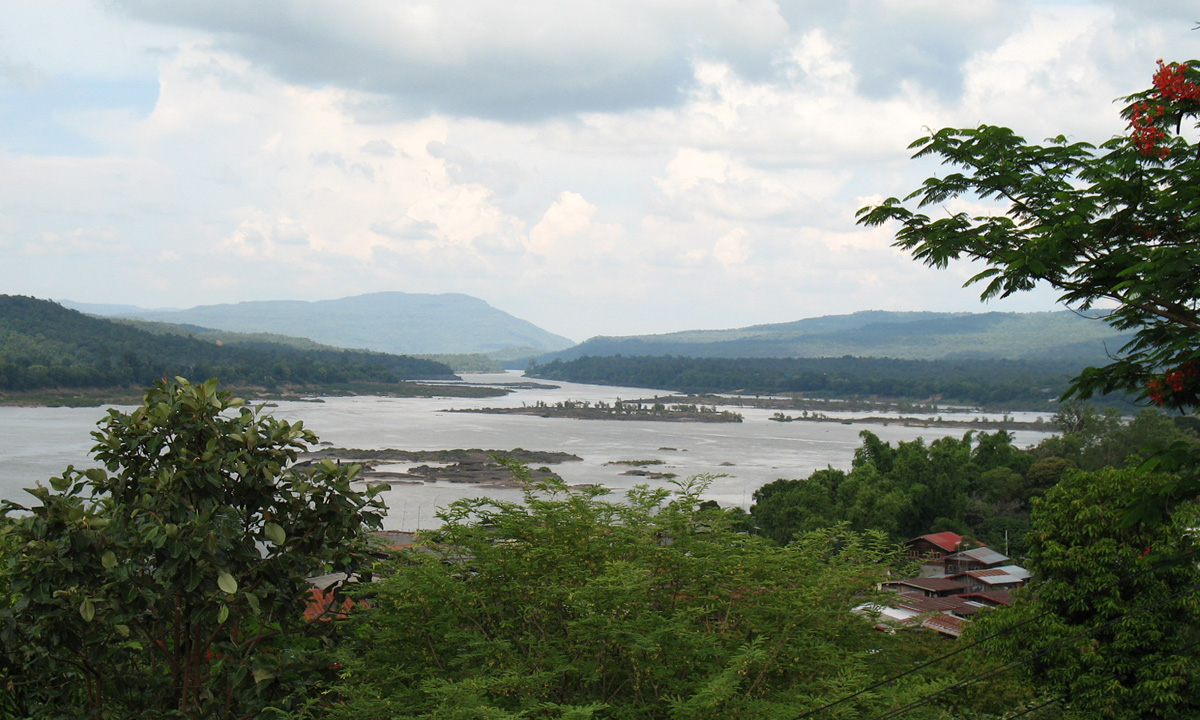
Mündung des Mun in den Mekong

Benachbarte Landkreise (von Süden im Uhrzeigersinn): die Amphoe Sirindhorn, Phibun Mangsahan und Si Mueang Mai der Provinz Ubon Ratchathani. Im Osten am anderen Ufer des Mekong befinden sich die laotischen Provinzen von Salavan und Champasak.
Der umstrittene Pak-Mun-Staudamm liegt im Landkreis. Er staut den Mae Nam Mun (Mun-Fluss) kurz vor seiner Mündung in den Mekong auf.

## Geschichte
Khong Chiam war früher der zentrale Bezirk (Khwaeng) der Stadt (Mueang) Khong Chiam.
Am 1. Januar 1957 wurden die drei Tambon Khong Chiam, Huai Yang und Pho Klang von Khong Chiam abgetrennt um den „Zweigkreis“ (King Amphoe) Ban Dan zu schaffen.
Ban Dan bekam am 11. Dezember 1959 den vollen Amphoe-Status.
Da das historische Zentrum der Mueang Khong Chiam hier lag, wurde Ban Dan am 14. September 1971  umbenannt in Khong Chiam, während der vorherige Bezirk Khong Chiam in Si Mueang Mai umbenannt wurde.

## Sehenswürdigkeiten
- Nationalparks:

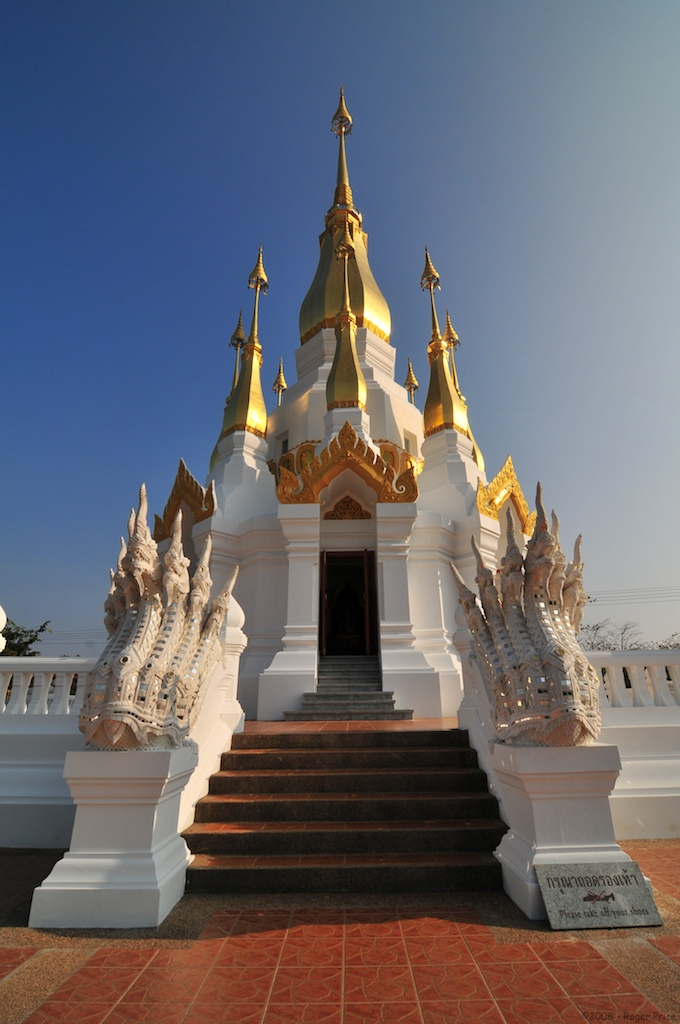
Wat Tham Khuha Sawan, Khong Chiam

  - Nationalpark Kaeng Tana –  Der 80 km² große Park wurde am 13. Juli 1981 als 31. Nationalpark Thailands eröffnet. Er umfasst das Gebiet südlich des Zusammenflusses von Mun-Fluss und Mekong bis hinunter zur laotischen Grenze. Sehenswürdigkeiten sind hohe Felsklippen mit Aussicht auf den Mekong und Laos, die Tana-Stromschnellen im Mun und mehrere Wasserfälle.
  - Nationalpark Pha Taem – Der 140 km² große Park wurde am 31. Dezember 1991 eröffnet. Er liegt etwa 20 km nördlich der Kreishauptstadt entlang des westlichen Ufers des Mekong. Sehenswert ist das Pha-Taem-Kliff, das einen weiten Blick über den Mekong erlaubt. An den Felswänden des Kliffs befinden sich prähistorische Felszeichnungen, deren Alter auf 3000–4000 Jahre geschätzt wird.

## Verwaltungseinheiten
Provinzverwaltung
Der Landkreis Khong Chiam ist in fünf Tambon („Unterbezirke“ oder „Gemeinden“) eingeteilt, die sich weiter in 52 Muban („Dörfer“) unterteilen.
| Nr. | Name           | Thai       | Muban | Einw. |
| --- | -------------- | ---------- | ----- | ----- |
| 01. | Khong Chiam    | โขงเจียม    | 12    | 8.789 |
| 02. | Huai Yang      | ห้วยยาง     | 11    | 8.291 |
| 03. | Na Pho Klang   | นาโพธิ์กลาง  | 10    | 7.679 |
| 04. | Nong Saeng Yai | หนองแสงใหญ่ | 09    | 5.448 |
| 05. | Huai Phai      | ห้วยไผ่      | 10    | 5.542 |

Lokalverwaltung
Es gibt eine Kommune mit „Kleinstadt“-Status (Thesaban Tambon) im Landkreis:
- Ban Dan Khong Chiam (Thai: เทศบาลตำบลบ้านด่านโขงเจียม), bestehend aus Teilen des Tambon Khong Chiam.

Außerdem gibt es fünf „Tambon-Verwaltungsorganisationen“ (องค์การบริหารส่วนตำบล – Tambon Administrative Organizations, TAO):
- Khong Chiam (Thai: องค์การบริหารส่วนตำบลโขงเจียม)
- Huai Yang (Thai: องค์การบริหารส่วนตำบลห้วยยาง)
- Na Pho Klang (Thai: องค์การบริหารส่วนตำบลนาโพธิ์กลาง)
- Nong Saeng Yai (Thai: องค์การบริหารส่วนตำบลหนองแสงใหญ่)
- Huai Phai (Thai: องค์การบริหารส่วนตำบลห้วยไผ่)